# Club Balonmano Gáldar
El Club Desatascos Jumbo Balonmano Gáldar, llamado así por motivos de patrocinio, es un club de balonmano español del municipio de Gáldar, en la provincia de Las Palmas.

## Historia
El proyecto deportivo nace en 2008, pero el balonmano siempre había sido y sigue siendo un deporte especial para Gáldar. Hablar de balonmano en Gáldar es hablar de un deporte que es seña de identidad de la ciudad, que formó parte de muchísimas personas que encontraron en el balonmano un nexo de unión y un orgullo de representación.
Se convirtió en el deporte de moda para los jóvenes galdenses, además el balonmano se erigió como embajador de la ciudad y congregó a una gran masa social que acudía al pabellón a disfrutar de un espectáculo deportivo que durante décadas hizo vibrar a una afición entregada. Más de 40 años de balonmano en Gáldar a través de diferentes directivas, diversos estatutos y nombres tan emblemáticos como: BMW, Charade, Buenaventura, Cadagua, Beñesmén,…
El inicio del balonmano en Gáldar lo encontramos en los años 60 del pasado siglo que es cuando hace sus primeras apariciones este deporte en nuestra ciudad, siendo en el año 1972 cuando definitivamente se forman unos estatutos y se forma el primer equipo que comienza su andadura en las competiciones regionales. Tras esos primeros pasos del balonmano en los años 70 y hasta mediados de los años 80 el balonmano va cogiendo forma en Gáldar creando una estructura y una afición fiel a este deporte que hacer rebosar primero la cancha del Instituto Saulo Torón para luego pasar al Pabellón Juan Vega Mateos, desde su construcción en 1977, una etapa en la que se forja la filosofía del club con jugadores de la zona que hacen que el balonmano en Galdar se convierta en un deporte especial y se de esa sensación de pertenencia de un deporte que siempre estará ligado a Gáldar.
Una parte amplia de la juventud galdense practicó el balonmano durante los años 80 a través de las escuelas que el club organizaba en verano y Navidad, y que fueron pasando a formar parte de los diferentes equipos de base, convirtiéndose la cantera galdense en una de las más prolíficas, pasando muchos de ellos a formar parte del primer equipo.
Se llega a finales de los 80 donde se compite ya en 1ª nacional B, ascendiendo a la 1ª nacional A en 1989. Jugando estos años con una mezcla de jugadores galdenses, grancanarios, de la Península y los primeros extranjeros que van formando parte de una nueva etapa en la que se lucha por poner a Gáldar como la máxima referencia del balonmano canario masculino e ir escalando en el panorama nacional.
En el año 1991 se adquiere la plaza en Liga Asobal y se vive una época en la que durante 12 años Gáldar suena en la mejor Liga del mundo, teniendo participación en competiciones europeas (EHF City Cup y EHF Challenge Cup) llegando en el año 1995 a disputar una final europea que perdió frente al Niederwurzbach de Alemania. Extranjeros y jugadores nacionales míticos formaron parte del Gáldar, junto con jugadores canarios de calidad que también dejaron su huella y varios galdenses que fueron formando parte de la etapa más internacional y conocida del balonmano en Gáldar.
Una vez que llega el fin de la etapa más conocida (2003) el balonmano continúa en Gáldar con un proyecto más modesto pero con la misma idea que en sus inicios y eclosión: mimar y formar a los jóvenes galdenses y participar en las competiciones regionales.
Todo esto hasta llegar a nuestro proyecto que nace en 2008 y que con un grupo humano joven y con las ideas claras que continúan con el firme propósito de fortalecer el balonmano en Gáldar. Todas las actividades que se realizan, la ilusión de todos los componentes del club, el espíritu de los jugadores de saberse protagonistas en la construcción de un nuevo modelo de club, la mejoría y evolución de los diferentes equipos del club, la implicación de padres y de varias empresas y comercios de Gáldar, junto con la colaboración de la Concejalía de Deportes, los proyectos y sueños a medio y largo plazo.